# Institut für interreligiösen Dialog
Das Institut für interreligiösen Dialog (Institute for Interreligious Dialogue, IID) ist eine iranische Organisation mit Sitz in Teheran, die formal nicht der Regierung angehört. Ziele sind der Austausch und der Dialog von Angehörigen der verschiedenen Religionen.
Das Institut wurde 1998 vom damaligen iranischen Vizepräsidenten Mohammed Ali Abtahi gegründet. Der wissenschaftliche Beirat des Instituts setzt sich aus renommierten Wissenschaftlern des Christentums, Judentums, Islams und des Zoroastrismus sowie verschiedener Experten für Philosophie der Religionen, Mystik und Vergleiche der Religionen zusammen.
Die Bibliothek des Instituts enthält über 4000 Bücher der Religionen in verschiedenen Sprachen.

## Mitglieder
Der derzeitige Präsident des Instituts ist Mohammed Ali Abtahi, Theologe und Organisator des Instituts sowie ehemaliger Vizepräsident des Iran.
Mitglied des wissenschaftlichen Beirats ist unter anderem Ali Paya.